# Új-granadai Alkirályság
Az Új-granadai Alkirályság vagy Új-Granada Alkirályság, röviden Új-Granada (spanyolul Virreinato de la Nueva Granada) a dél-amerikai spanyol gyarmatbirodalom egyik, 1717 és 1819 között fennálló, nagyjából a mai Panama, Kolumbia, Venezuela és Ecuador területére kiterjedő közigazgatási egysége, alkirálysága volt.

## Történelme

Új-Granada 1810-ben

A 18. század elejéig Dél-Amerika spanyol fennhatóság alatti északnyugati területei a Perui Alkirályság fennhatósága alá tartoztak, mígnem 1717. május 27-én Bogotá székhellyel megalakult az Új-granadai Alkirályság. Rövid fennállás után, 1723-ban feloszlatták, majd 1739. augusztus 20-án újra megalakították az alkirályságot. A latin-amerikai függetlenségi háborúk keretén belül vívott, Simón Bolívar vezette függetlenségi harcok lezárásaként 1819. december 17-én Angosturában kikiáltották a spanyol koronától független Kolumbiai Köztársaságot (a történettudományban e korai államalakulat megnevezése Nagy-Kolumbia).